# Gudsforladt
Gudsforladt (dänisch Gott verlassen) ist ein Album der dänischen Funeral-Doom-Band Nortt.

## Geschichte
Mit Gudsforladt veröffentlichte Nortt das erste Studioalbum. Dabei bewahrte der Musiker die Handhabe der alleinigen Aufnahme ohne Produzent oder Tontechniker. Sein Heimstudio, in dem er das Album in verschiedenen Nächten des Jahres 2002 aufnahm, benannte der Musiker Mournful Monument. Die Aufnahme absolvierte Nortt auf einem 8-Spur-Tonbandgerät. Das abschließende Mastering wurde von ihm mit J. Hasseriis gemeinsam absolviert. Nach der Veröffentlichung durch Diehard Music entwickelte sich die auf 1000 Stück limitierte und handnummerierte CD zum Sammlerstück.

## Albuminformationen
Gudsforladt wurde als das erste Studioalbum der Band im Jahr 2003 als LP über Sombre Records veröffentlicht. 

### Titelliste
1. Graven: 02:41
2. Døden: 05:51
3. Glemt: 04:55
4. Gravfred: 05:32
5. Hinsides: 05:41
6. Hedengangen: 04:52
7. Død Og Borte: 05:35
8. Nattetale: 05:30
9. De Dødes Kor: 05:21
10. Dystert Sind: 02:56

### Umfang
Das Album enthielt elf separate Stücke, die eine Gesamtspielzeit von 48:08 Minuten haben. Für das Album wurden bereits auf den Demoaufnahmen Nattetale, Døden… und Graven, sowie der EP Hedengang veröffentlichte Stücke neu eingespielt. Die Gestaltung übernahm Philip Rauff Nielsen. Die Gestaltung der Erstveröffentlichung behielten spätere Versionen bei. Als limitierte und nummerierte CD erschien das Album kurz darauf mit einem Bonusstück und einer Spieldauer von 56:53 Minuten über Diehard Music. Nach einer Übernahme der CD-Version von Cyclone Empire im Jahr 2010 erschien Gudsforladt 2018 über Avantgarde Music.

### Stil
Nortt betitelt den eigenen Stil als „Pure Depressive Black Funeral Doom Metal“. Die Musik von Gudsforladt ordnet sich, dieser Beschreibung entsprechend, einem Funeral Doom mit Überschneidungen zum Black Doom und Depressive Black Metal. Mit stark verzerrter Gitarre, melancholisch-minimalistischen Klavier-Melodien und einem im Hintergrund arrangierten gequälten gutturalen Gesang zwischen Growling und Screaming spielt Nortt einen eigenwilligen Funeral Doom von hoher Originalität und Eigenständigkeit.
Das Schlagzeugspiel ist einfach und langsam. Das Spiel der Gitarren hingegen „wirklich stark verzerrt“ und „kaum mehr als Riffing zu bezeichnen“. Die Gitarre wird in manchen Augenblicken ebenso wie das Schlagzeug mit langen Bordun-Effekt separat angeschlagen. In anderen Phasen erzeugt die Verzerrung „dunkle und schöne Melodien“. Das Klavier begleitet kontinuierlich die Musik mit einer langsamen und deprimierenden Melodie.

## Wahrnehmung
Das Album wurde als Hybrid aus Funeral Doom und Black Metal hoch gelobt und als „eines der Besten je veröffentlichten“ Black-Doom-Alben überhaupt bezeichnet. Aldo Quispel von Doom-Metal.com sieht in  Gudsforladt eine Verkörperung reiner und unverfälschter Depression. Ohne fröhliche Note bewirken die spärlich gespielten Klavieranschläge ein Gefühl von Elend, dass einfach aus den Lautsprechern quillt. Es erweise sich als perfektionierte Kunstform, langsam zu spielen und trotzdem Musik zu machen, die nicht wie eine Adaption bekannter Interpreten klänge. So distanziere sich Gudsforladt von vielen Ein-Personen-Bands des Genres und Nortt könne als einer der großen Name des Genres neben Skepticism und Thergothon gelten.
Ein Album, das unbedingt in eine Sammlung gehört und es wert ist, „nicht nur allein, sondern auch einsam oder aus irgendeinem Grund zumindest erheblich melancholisch oder traurig“ gespielt zu werden.